# Monluè
Monluè (Malnoè in dialetto locale, AFI: [malnuˈɛ]) è un quartiere  ed un'antica parrocchia di Milano, piccolo borgo rurale compreso nel Municipio 4
e nel NIL n. 31 "Monluè - Ponte Lambro". 

## Storia

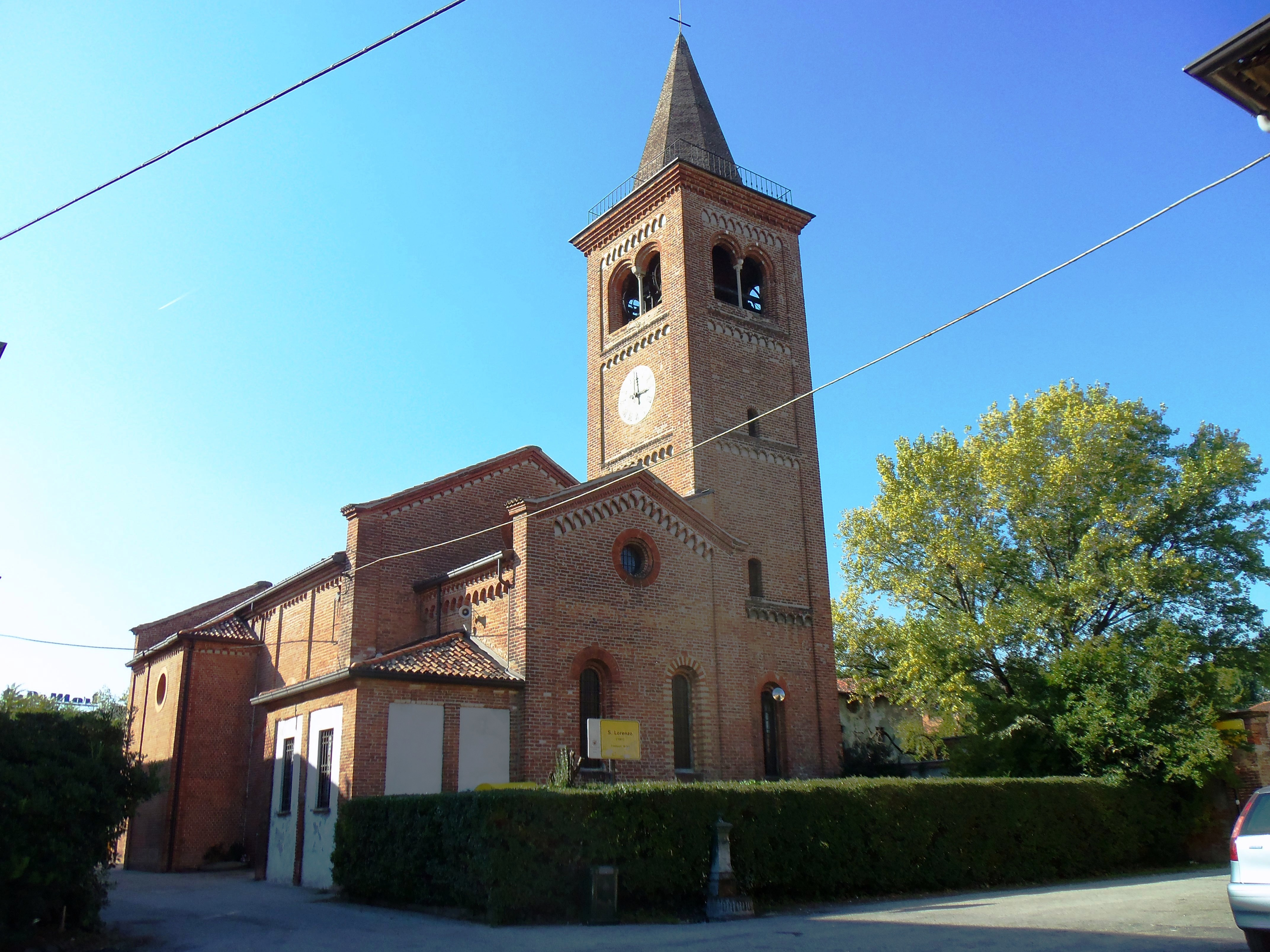
La chiesa di San Lorenzo

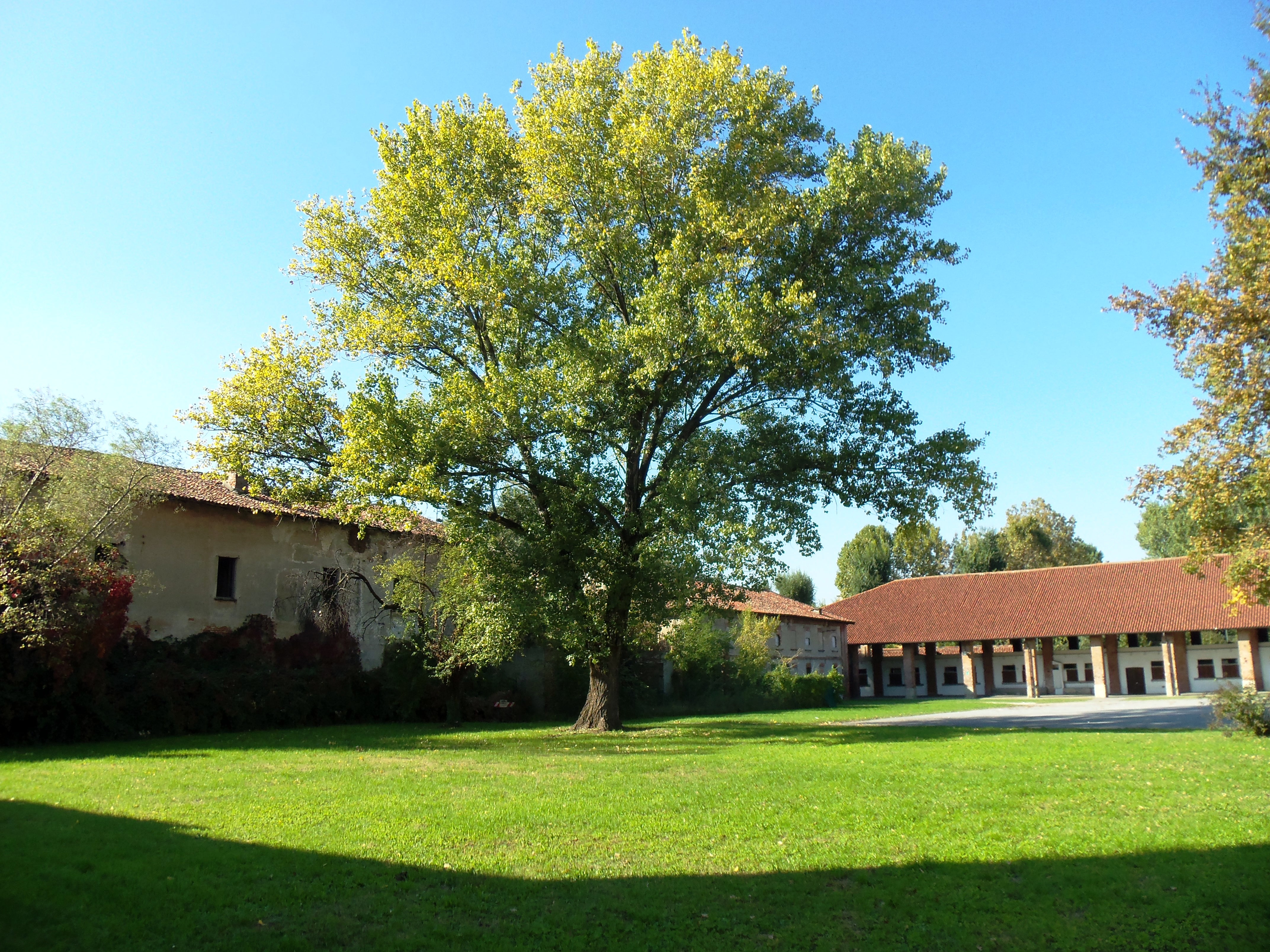
La corte della cascina

Di origini antichissime (era detto Mons luparium o "monte dei lupi"), ospitò dal XIII al XVI secolo un monastero dei frati umiliati, e successivamente si tramutò in una cascina agricola. Questo complesso venne fondato nel 1267 dagli Umiliati di santa Maria di Brera: una cascina a corte chiusa con gli edifici monastici e i rustici agricoli, circondati da prati irrigui permanenti e da arativi, a formare una grangia, ancor oggi ben visibile. L'intero impianto è ancora ben riconoscibile, sebbene frazionato, e rappresenta uno dei migliori esempi sopravvissuti di quel tipo di organizzazione.  Con lo scioglimento dell'ordine da parte di San Carlo Borromeo (1571) il borgo passò per diverse proprietà, fino a entrare a far parte (inizi del XX secolo) del patrimonio del Pio Albergo Trivulzio. Parte dei Corpi Santi di Porta Orientale, la località di Monluè costituiva una parrocchia di un migliaio di abitanti stretta fra Lambrate a nord e Morsenchio a sud.
Nel 1971 l’apertura della Tangenziale Est ha isolato dalla città l’antico borgo, stretto tra il fiume Lambro, l’Aeroporto di Milano-Linate e la tangenziale stessa, incrementando lo spopolamento già iniziato dopo la Seconda Guerra Mondiale.
Fino al 2009 il borgo è stato concesso dal Comune di Milano a varie associazioni, l'ARCI Milano su tutte, per l'organizzazione di eventi, feste e concerti, particolarmente nella stagione estiva. 
Nel 2013 la cascina del borgo è stata oggetto di un bando pubblico del Comune di Milano per la concessione del diritto di superficie all’interno di un ampio progetto di valorizzazione di immobili del patrimonio comunale in disuso sul territorio della città; tale bando è stato aggiudicato nel 2014 a una R.T.I. di realtà già attive sul territorio che nel 2019 si sono costituite nell’Impresa Sociale Cascina Monluè - La corte del bene comune s.r.l..
Il progetto di riqualificazione proposto dall’impresa sociale e sostenuto dal Comune di Milano ha la finalità di restaurare il complesso per restituirlo al territorio e alla cittadinanza quale luogo condiviso e aperto a tutti. All’interno del borgo saranno gestiti appartamenti per l’housing sociale, una foresteria per il turismo accessibile e sostenibile, una zona bar e ristorazione e spazi polifunzionali per mostre, incontri culturali, attività di wellness, incontri di formazione, aiuto compiti e attività per le scuole del territorio. 
I lavori copriranno un arco di tempo di 30 mesi a partire dalla primavera 2023.
L'area verde che lo circonda è il Parco Monluè.

## Edifici e monumenti
Oltre il borgo nel suo assieme, di rilievo particolare la piccola abbazia di San Lorenzo, fondata nel 1267,, che fa parte di un gruppo di chiese comprendenti San Lorenzo In Monluè, Beata Vergine Addolorata in Morsenchio, San Galdino e San Nicolao della Flüe,  e la grande corte della cascina con al centro un pioppo monumentale, il cui spazio il demanio comunale concede in affitto per i più diversi eventi.
Nel borgo è inoltre presente un grande edificio di edilizia scolastica, oggi convertito ad altri usi, che testimonia il vecchio popolamento del quartiere e delle aree limitrofe.

## Il parco Monluè
Le aree che circondano il vecchio borgo agricolo di Monlué sono state rese parco, parco Monluè, e sistemate con prati, boschetti e lunghi filari di pioppi lombardi lungo la sponda destra del fiume Lambro. Sono attualmente in corso alcuni progetti per migliorare la connessione col vicino Parco Forlanini, posto subito al di là di viale Forlanini. Il parco è compreso fra la Tangenziale Est a ovest, il viale Forlanini a nord, il Lambro a est, oltre al quale comincia l'Aeroporto di Milano-Linate, e la via Fantoli a sud.